# Crucifix de Montespertoli
Le Crucifix de Montespertoli est un  grand crucifix peint  en tempera et or sur bois, réalisé au  XIVe siècle par Taddeo Gaddi qui est exposé en l'église San Lorenzo du château de  Montegufoni, à Montagnana, frazione de la commune de Montespertoli  (province de Florence).

## Histoire
Le crucifix peint a été offert à l'église par la famille Acciaiuoli. Cette famille avait commandé l'œuvre vers le milieu du XIVe siècle à Taddeo Gaddi.

## Description
Il s'agit d'une représentation du  Christus dolens.
Le Christ se doit d'être représenté mort, souffrant sur la croix (et non plus triomphant ou résigné) :
- La tête baissée sur l'épaule,
- les yeux fermés sont absents, énucléés (orbites vides),
- marques de douleur sur le visage,
- la bouche est incurvée vers le bas,
- les plaies sont saignantes (mains, pieds et flanc droit),
- le corps tordu déhanché, arqué dans un spasme de douleur, subissant son poids terrestre,
- schématisation des muscles et des côtes.

Le crucifix comporte des scènes annexes des extrémités de la croix (tabellone) :
- à gauche : Marie
- à droite : Jean
- en haut en titulus, texte de « INRI »
- au-dessus en cimaise, Le Christ redempteur.
- en bas sur le soppedaneo : Golgotha avec crâne d'Adam
- les flancs latéraux du Christ sont colorés avec motifs.